# Стеклянка (Бескарагайский район)
Стеклянка (каз. Стеклянка) — село в Бескарагайском районе Абайской области Казахстана. Входит в состав Глуховского сельского округа. Находится примерно в 54 км к юго-востоку от районного центра, села Бескарагай. Код КАТО — 633637700.

## Население
В 1999 году население села составляло 528 человек (257 мужчин и 271 женщина). По данным переписи 2009 года, в селе проживали 474 человека (234 мужчины и 240 женщин).